# Arie Wink
Arie Wink is een Nederlands bestuurder. Wink verwierf bekendheid als voorzitter van de raad van commissarissen van FC Groningen en Lycurgus.
Wink was vanaf december 2009 lid van de raad van commissarissen van FC Groningen en in juli 2017 volgde hij Bert Middel opvolgde als voorzitter. Nadat zijn termijn bij FC Groningen in 2019 afliep werd hij op 15 juni van dat jaar opgevolgd door Erik Mulder. Na zijn vertrek bij FC Groningen bleef hij betrokken bij topsport in dezelfde stad, op 16 maart 2019 werd bekend dat Wink de nieuwe voorzitter zou worden van het bestuur van Lycurgus.
Naast zijn bestuursfuncties in de topsport werkte Wink jarenlang als ambtenaar bij de gemeente Groningen en is hij zakelijk directeur geweest bij het Noord Nederlands Toneel. Ook is hij lid geweest van de raad van commissarissen van woningcorporatie Nijestee.